# Санта-Лючия-а-Пьяцца-д’Арми (титулярная церковь)
Санта-Лючия-а-Пьяцца-д’Арми (лат. Titulus Sanctæ Luciæ ad locum vulgo "Piazza d’Armi") — титулярная церковь была создана Папой Павлом VI 5 марта 1973 года апостольской конституцией Quandoquidem auctis. Титул принадлежит церкви Санта-Лючия, резиденции одноименного прихода, основанного в 1936 году, расположенной на участке кольцевой дороги Клодия между маленькой площадью Клодио и площадью Марешалло Джардино, в квартале Рима Делла Виттория.

## Список кардиналов-священников титулярной церкви Санта-Лючия-а-Пьяцца-д’Арми
- Тимоти Мэннинг — (5 марта 1973 — 23 июня 1989, до смерти);
  - вакансия (1989 — 1991);
- Фредерик Этсу-Нзаби-Бамунгваби, C.I.C.M. — (28 июня 1991 — 6 января 2007, до смерти);
- Теодор-Адриен Сарр — (24 ноября 2007 — по настоящее время).